# Provincia de Corasmia
Corasmia es una de las doce provincias que, junto con la república autónoma Karakalpakia y la ciudad capital Taskent, conforman la República de Uzbekistán. Su capital es Urgench. Está ubicada al oeste del país, limitando al norte con Karakalpakia, al este con Bujará y al sur con Turkmenistán. Con 6300 km² es la cuarta entidad menos extensa —por delante de Sirdarín, Andillán y Taskent (ciudad), la menos extensa— y con 1 200 000 habs. en 2010, la cuarta menos poblada, por delante de Djizaks, Navoi y Sirdarín, la menos poblada. 

### Divisiones administrativas
La región consta de 11 distritos (enumerados a continuación) y dos ciudades a nivel de distrito: Urgench y Khiva.
| Clave | Nombre del distrito     | Capital del distrito |
| ----- | ----------------------- | -------------------- |
| 1     | Distrito de Bogʻot      | Bogʻot               |
| 2     | Distrito de Gurlan      | Gurlan               |
| 3     | Distrito de Xonqa       | Xonqa                |
| 4     | Distrito de Tuproqqal'a | Pitnak               |
| 5     | Distrito de Khiva       | Khiva                |
| 6     | Distrito de Qoʻshkoʻpir | Qoʻshkoʻpir          |
| 7     | Distrito de Shovot      | Shovot               |
| 8     | Distrito de Urganch     | Qorovul              |
| 9     | Distrito de Yangiariq   | Yangiariq            |
| 10    | Distrito de Yangibozor  | Yangibozor           |
| 11    | Distrito de Hazorasp    | Hazorasp             |

En la provincia de Corasmia hay tres ciudades (Urgench, Khiva y Pitnak) y 56 asentamientos de tipo urbano. En marzo de 2020 se creó el nuevo distrito de Tuproqqalʼa a partir de la parte más grande y oriental del distrito de Hazorasp.  Gurlen es uno de los distritos más singulares de la región.
El lugar más interesante de Khorezm es el pueblo de Aqdarband. Los antepasados de los habitantes de Aqdarband llegaron de Irán en el siglo XV para proteger Khiva.